# Municipio de Jaunpiebalga
El municipio de Jaunpiebalgas (en Letón: Jaunpiebalgas novads) es uno de los ciento diez municipios de Letonia, se encuentra localizado en el suroeste de dicho país báltico. Fue creado durante el año 2009 después de una reorganización territorial. La capital es la villa de Jaunpiebalga.

## Ciudades y zonas rurales
- Jaunpiebalgas pagasts (zona rural)
- Zosēnu pagasts (zona rural)

## Población y territorio
Su población se encuentra compuesta por un total de 2.721 personas (2009). La superficie de este municipio abarca una extensión de territorio de unos 251 kilómetros cuadrados. La densidad poblacional es de 10,84 habitantes por cada kilómetro cuadrado.